# Zosterops aldabrensis
Zosterops aldabrensis — вид воробьиных птиц из семейства белоглазковых. Ранее считался подвидом Zosterops maderaspatanus (птица тогда была известна как Zosterops maderaspatamus aldabrensis), но по данным молекулярного филогенетического исследования, опубликованного в 2014 году, сейчас они считаются отдельными видами.

## Распространение
Эндемики острова Альдабра (Сейшельские Острова) в Индийском океане.

## Охранный статус
МСОП пока не присвоил данному виду охранный статус.

## В культуре
Птица изображалась на почтовых марках Сейшельских Островов.